# Esnault-Pelterie (cràter)

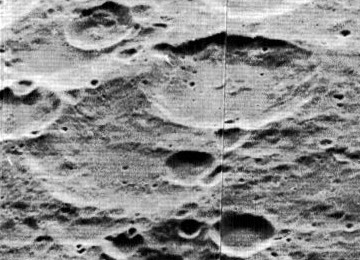
Vista obliqua d'Esnault-Pelterie (a dalt dreta) i de Schlesinger (a baix esquerra), des del Lunar Orbiter 5

Esnault-Pelterie és un cràter d'impacte situat en la cara oculta de la Lluna. Es troba en l'hemisferi nord, al sud del cràter Carnot. Esnault-Pelterie se superposa a la part occidental del cràter Schlesinger. Al sud es troba Von Zeipel i cap al sud-oest apareix Fowler.

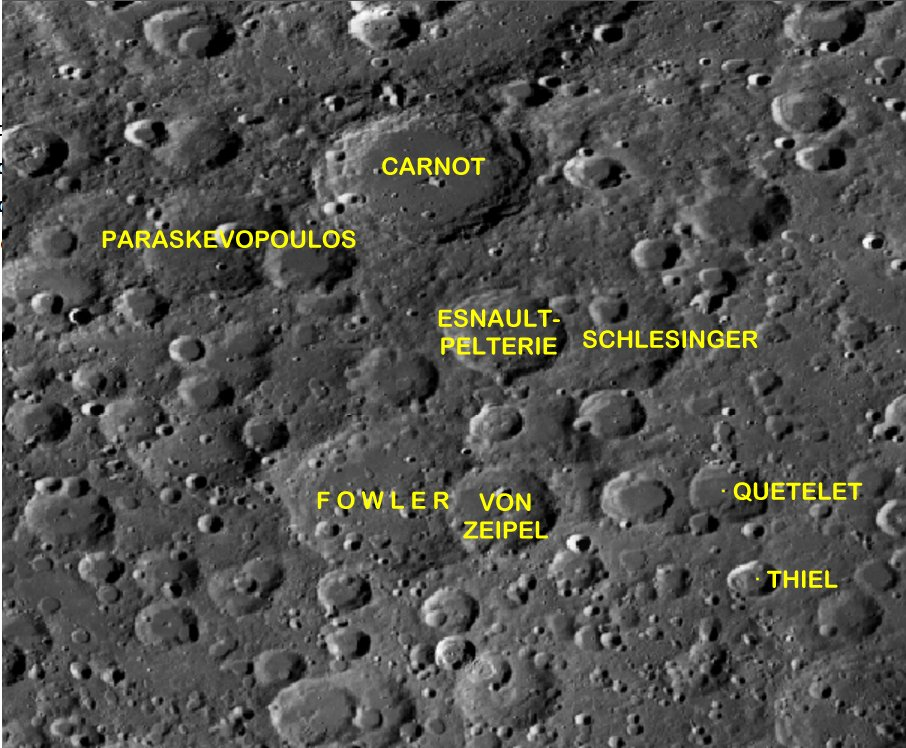
Localització d'Esnault-Pelterie. Fotografia de la misisó Lunar Reconnaissance Orbiter

El brocal d'aquest cràter està un poc desgastat, però encara conserva una estructura i una vora relativament nítides. Un petit cràter està unit a la vora meridional, envaint el cràter principal en un sector molt estret. A l'interior apareixen diversos cràters petits, amb una petita elevació central desplaçada cap al nord del punt mitjà. El fons presenta dues regions planes, una cap al nord-est del centre, i una més petita al sud-oest.